# Васьков Валерій Васильович
Васьков Валерій Васильович (нар. 27 червня 1947–26 червня 2015) — український танцюрист, хореограф і художник, керівник народного самодіяльного ансамблю «Смеречина» в м. Вижниця Чернівецької області. Заслужений працівник культури УРСР (1979).

## Життєпис
Спочатку працював керівником народного аматорського ансамблю танцю «Смеречина» Вижницького районного будинку народної творчості та дозвілля (1968—1998 р.р.). Потім Валерій Васильович, у тяжких 90-х роках, емігрував разом з родиною до Лісабона, де після занять танцями почав писати картини.

## Заслуги
- 2000 — перша персональна виставка.
- 2007 — став членом Національної спілки художників Португалії (Sociedade Nacional de Belas Artes).

## Вшанування пам'яті
У Вижницькому районі заснована премія його імені.
У 2019 році у Вижниці перед міським Будинком культури, де він працював, відкрили бронзовий монумент Валерія Васькова. Автор пам'ятника — народний художник України скульптор Володимир Шолудько